# Környezet (természet)
A természeti környezet magában foglalja a Föld minden élő és élettelen dolgát, amelyek természetes módon megjelennek. Ilyenek az élő szervezetek, az éghajlat, az időjárás, a természeti erőforrások, amelyek hatással vannak az emberi életre és a gazdaságra.
Természeti környezetről akkor beszélünk, amikor azt még jelentősen nem befolyásolta a civilizáció, amikor nem ment át városi vagy mezőgazdasági átalakuláson. Még az olyan építmények, mint a duzzasztógátak és naperőművek is jelentős környezeti átalakítások. Abszolút érintetlen természeti környezetet nagyon nehéz találni, általában százalékban lehet megpróbálni kifejezni annak a mértékét, hogy mennyire alakult át az épített emberi környezetté.
Angol nyelvterületen gyakran a természeti környezet fogalmát használják egy faj életterének fogalma helyett.

## Fordítás
- Ez a szócikk részben vagy egészben  a   Natural environment című angol Wikipédia-szócikk ezen változatának fordításán alapul.  Az eredeti cikk szerkesztőit annak laptörténete sorolja fel. Ez a jelzés csupán a megfogalmazás eredetét és a szerzői jogokat jelzi, nem szolgál a cikkben szereplő információk forrásmegjelöléseként.